# 秘密の花園 (和泉かねよしの漫画)
『秘密の花園』（ひみつのはなぞの）は、和泉かねよしによる日本の漫画作品。
『別冊少女コミック』（小学館）1998年3月号から5月号に連載。全3話。単行本は別コミフラワーコミックから全1巻が発売された。女子高に赴任した臨時教師を主人公に、女子学生の実態を描いた学園コメディー作品。

## あらすじ
大学を出たばかりの新人教師・水上透は、私立紫苑女学園に産休の臨時教師として赴任する。楽しいと思っていた女子高教師のはずが、個性の強い問題児・奈保と萌のいるクラスを担任することになり、男子生徒のいない環境にいる女子高生の恐ろしさを知る。奈保と萌をうまくコントロールしようと、2人に生徒会選挙に立候補するよう画策するが、逆に2人にいいように利用される。教師を教師とも思わぬ不敵な態度の奈穂と萌に苦心する透だが、生徒を理解しようという熱意で、ほんの少しずつだが2人の理解を得ていく。

## 主な登場人物
水上 透（みなかみ とおる）
紫苑女学園に赴任した臨時教師。大学時代はアメリカンフットボールの選手だったが、怪我で挫折。
相沢 奈穂（あいざわ なほ）
紫苑女学園の3年生。スポーツ万能で生徒の人望も厚い。教師も手を焼く学年の問題児。
飯島 萌（いいじま もえ）
紫苑女学園3年生。成績優秀、ミスコンの入賞経験も多いナルシスト。教師も手を焼く学年の問題児。

## 書誌情報
- 和泉かねよし 和泉かねよし傑作集3『秘密の花園』小学館〈別コミフラワーコミックス〉全1巻 
  - 1998年10月20日初版発行 ISBN 4-09-137223-6
    - 「大和撫子と生まれては」を同時収録。